# اونترایزسهایم
اونترایزسهایم (به آلمانی: Untereisesheim) یک شهر در آلمان است که در هایلبرون واقع شده‌است. اونترایزسهایم ۴٬۱۰۱ نفر جمعیت دارد.